# Rua Daniel de la Sota
A Rua Daniel de la Sota é uma rua central da cidade espanhola de Pontevedra, situada na primeira zona de expansão da cidade. É uma das ruas mais conhecidas de Pontevedra.

## Origem do nome
O nome faz referência ao engenheiro militar e político Daniel de la Sota Valdecilla, em reconhecimento do seu trabalho na cidade. Promoveu a construção do Quartel de São Fernando, foi presidente da Deputação Provincial de Pontevedra, promoveu a instalação da Missão Biológica da Galiza em Pontevedra, colaborou na criação do Museu de Pontevedra e foi o primeiro presidente da Caixa Económica Provincial de Pontevedra.

## História
A rua foi concebida como uma via direta através de uma zona central da cidade, ligando a rua Benito Corbal a norte e as ruas Peregrina, García Camba e Andrés Muruais a sul. Em setembro de 1955, a abertura da rua, então denominada prolongamento da rua Cobián Roffignac, estava pendente na Junta da Caixa de Crédito Local de Espanha. As obras começaram em finais de 1956.
Após a morte de Daniel de la Sota, em 11 de fevereiro de 1958, a Câmara Municipal de Pontevedra decidiu, em 28 de fevereiro, dar o seu nome à nova rua. A rua foi inaugurada na tarde de domingo, 7 de dezembro de 1958, na presença de um grande público e de vários representantes, bem como das autoridades.
Desde a sua abertura em 1958, a rua tornou-se um ponto central da cidade, albergando várias lojas conhecidas, um hotel de prestígio e um popular café e discoteca. Já em 1844, na esquina do que viria a ser a nova rua Daniel de la Sota com a rua Peregrina um século mais tarde, foi fundada a tipografia Viñas, cujos clientes eram Castelao e Gonzalo Torrente Ballester. Na década de 1950, as instalações foram remodeladas e ampliadas para albergar uma livraria e uma papelaria. A livraria Viñas encerrou as suas portas em outubro de 2004.
Em 1965, o emblemático Hotel Rías Bajas foi inaugurado na rua Daniel de la Sota, na esquina da rua Castelao. É o hotel mais antigo da cidade, depois do Parador Nacional de Turismo Casa del Barón, inaugurado em 1955.
Em 1969, a popular loja de brinquedos e artigos desportivos Chacón abriu as suas portas nesta rua, depois de se ter mudado da rua Cobián Roffignac, onde tinha aberto em 1961. A loja mudou-se para a rua Fray Juan de Navarrete em janeiro de 2023.
Em 1972, o emblemático Café Daniel abriu as suas portas na esquina da rua Benito Corbal. Tratava-se de um grande estabelecimento de dois andares, o mais moderno e popular de Pontevedra nas décadas de 1970, 1980 e 1990. Fechou as suas portas em fevereiro de 1997. Em 1981, a discoteca Daniel, a mais tradicional da cidade, abriu as suas portas num anexo do café, e foi frequentada pelo atual rei, Filipe VI, quando este era aluno da Escola Naval Militar. Após a pandemia da COVID-19, a discoteca reabriu com o nome de Lelé de Noite.
Ao longo da sua história, a rua foi uma importante via de tráfego da cidade até que a metade sul se tornou pedonal em 2001. Em 2023, foi apresentado um projeto para dotar a metade norte da rua de uma plataforma única, a fim de reforçar a sua prioridade pedonal.

## Descrição
É uma rua pedonal plana e rectilínea, com 138 metros de comprimento, situada no coração do centro da cidade, que liga a rua Benito Corbal às ruas García Camba, Peregrina e Andrés Muruais. A sua largura média é de 12 metros. É uma rua central da primeira zona de expansão da cidade, quase no limite do centro histórico de Pontevedra.
Esta é uma das ruas comerciais mais movimentadas de Pontevedra. Tem cerca de vinte lojas, um hotel, um banco e uma discoteca.
O pavimento da parte pedonal da rua é de cor rosa-avermelhada, ladeado por uma faixa central de granito. No cruzamento com a rua Benito Corbal, o pavimento é em mosaico polido e está disposto em forma circular.
A parte pedonal da rua está plantada com uma variedade de árvores: 12 pereiras de Callery, 1 pereira comum e 8 ameixeiras.

## Galeria

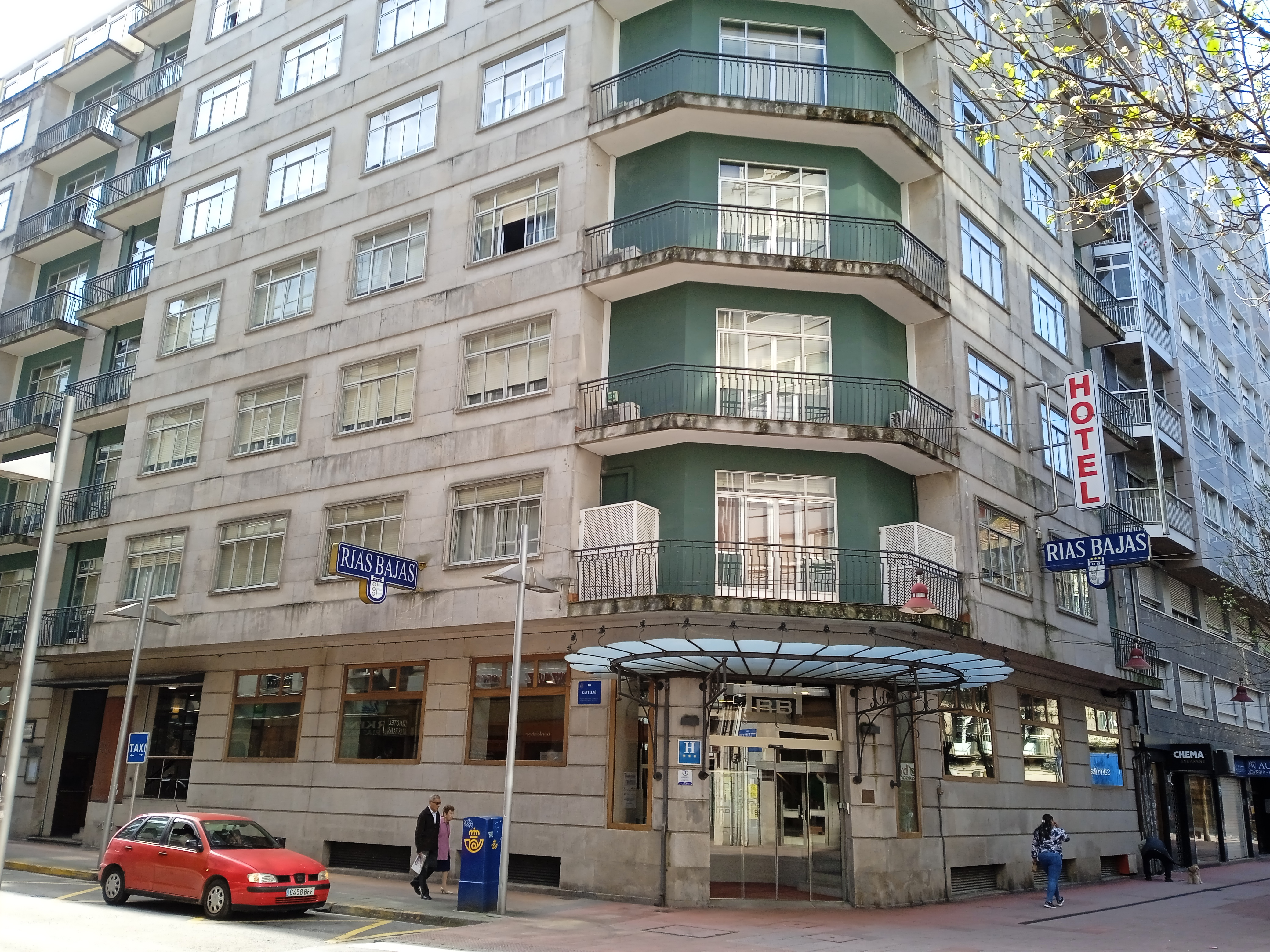
O Hotel Rías Bajas no centro da rua
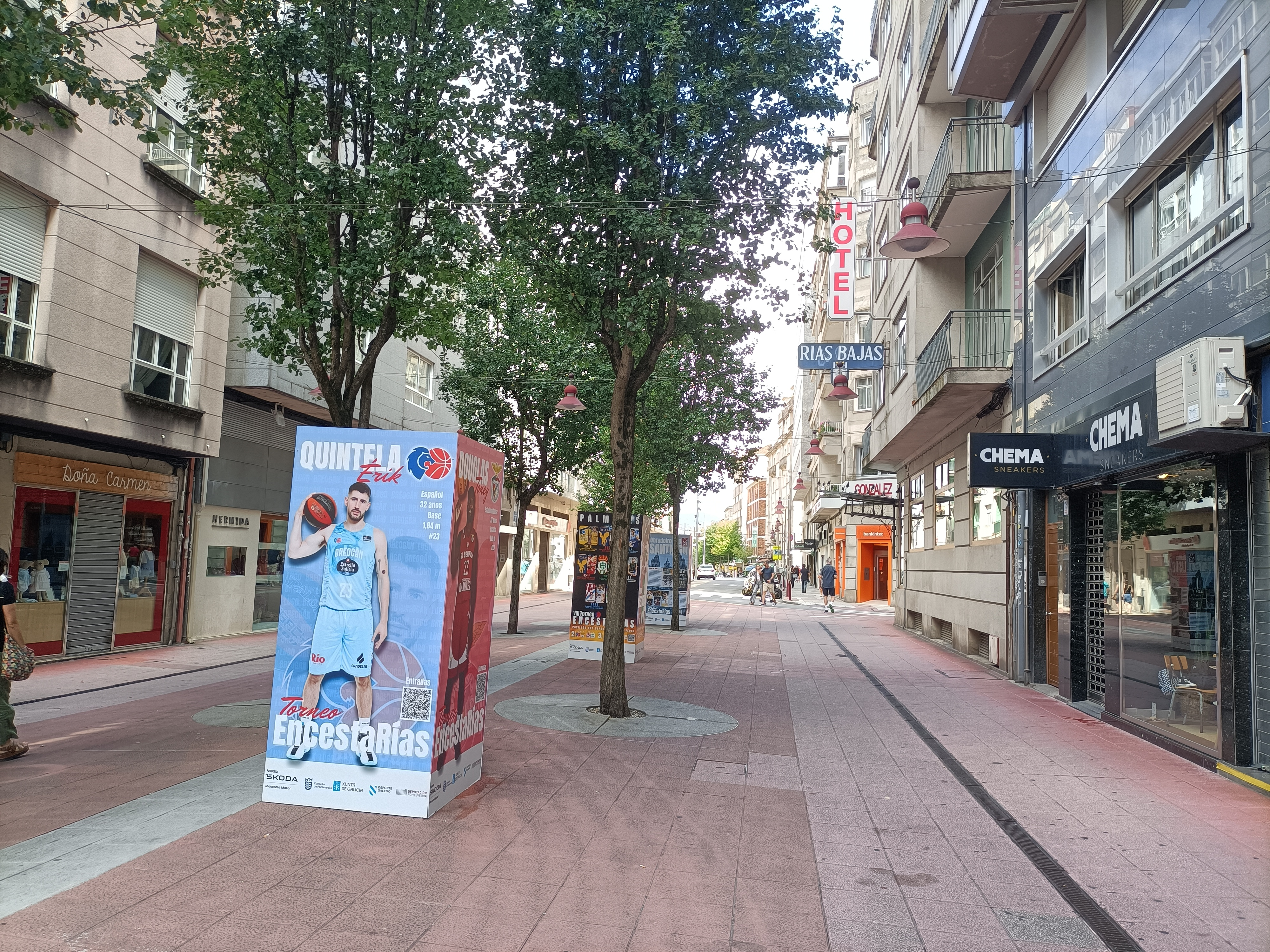
Rua Daniel de la Sota

### Artigos relacionados
- Ensanche-Centro da Cidade
- Rua Benito Corbal
- Rua García Camba